# Nintendo Switch 2 のひみつ展
Nintendo Switch 2 のひみつ展（ニンテンドースイッチ ツー のひみつてん）は、任天堂およびニンテンドーキューブが開発し、Nintendo Switch 2向けに発売されたミニゲーム集である。2025年6月5日に全世界で発売され、本作はゲーム機のローンチタイトルであり、配信はニンテンドーeショップでのダウンロード販売のみとなっている。
ひみつ展はNintendo Switch 2システムの導入用ソフトとして、170種類の豆知識やクイズ、20のミニゲーム、そして14のテックデモで構成されており、ゲーム機の多彩な機能やデザインを体験できる内容となっている。
本作は発表当初から物議を醸し、発売後も評価は賛否両論となった。主な理由としては、ゲーム機の同梱ソフトとしてではなく、単体で別売されていることに批判が集まったためである。

## ゲーム内容
本作は、各機能を体験できる小さなミニゲームを集めた、いわば「デジタルギャラリー」である。プレイヤーはNintendo Switch 2を模した展示会場内を移動し、Joy-Con 2など同ゲーム機の機能に関する解説を読み進めてクイズを解いたり、全14種類あるテックデモ（技術デモ）や全20種類あるミニゲームを通して同ゲーム機の機能を体験することができる。各ミニゲームには目標スコアが設定されており、設定された目標スコアをクリアするとメダルを獲得でき、メダルを集めることで新たなミニゲームやテックデモを開放することができる。展示会場は12のエリアと170以上の展示物から構成され、エリアごとに隠されたスタンプを全て集めることで次のエリアに進むことができる。
プレイヤーが進行するごとにメダルを獲得でき、チェックリストで残りの収集数を確認できる。
また本作には、USB対応のWebカメラ、充電グリップやProコントローラーのGL/GRボタン、4K対応超高精細テレビなど特定のアクセサリーが必要となるチャレンジも存在する。これらミッションはスキップ可能であるが、アクセサリーを使ってクリアしないとゴールドメダルを獲得できない。

## 発売
ひみつ展は2025年4月2日、Nintendo Switch 2特集のNintendo Directで発表された。本作が本体同梱ではなく有料タイトルとして発売されると判明したことで物議を醸し、多くの消費者は「本来無料で同梱されるべき」と考え、PlayStation 5の『Astro's Playroom』と比較して否定的な意見が相次いだ。Nintendo of America元社長のレジナルド・フィサメィも、パックインタイトルの重要性について語った上で、今回の決定を暗に批判する発言を行っている。Nintendo of Americaのビル・トリネンはこうした意見について、「チームが注いだ努力と製品から得られる価値を考慮すると、値段に見合うものがある」とコメントした。
本作は2025年6月5日、Nintendo Switch 2本体と同日にニンテンドーeショップにて配信開始された。

## 評価
レビュー収集サイトのMetacriticによると、Nintendo Switch 2 のひみつ展の評価は「賛否両論または平均的」で、46件のレビューに基づいている。発売当時、Metacriticで批評数が7本を超える2025年リリースタイトルの中でも最低クラスの評価となっており、任天堂のタイトルとしては『どうぶつの森 amiiboフェスティバル』（2015年）以来、最も低い評価となった。OpenCriticによれば、批評家の25%が本作を推奨し、トップクリティック平均は61/100であった。
批判の多くは、本作が本体のパックインゲームではなく有料で販売された点に集中している。また、『Nintendo Land』（Wii U）や『Astro's Playroom』（PlayStation 5）といった、無償同梱タイトルと比べて否定的な意見が多かった。一方でNintendo Lifeは「落ち着いた雰囲気で、予想外に楽しめるハードウェアの展示会。クールなミニゲームもいくつか用意されている」と肯定的な評価を与えている。対照的に、ゲーム評論家のジェームズ・ステファニー・スターリングは1/10点を付けて「ひみつ展は史上もっとも怠惰なクソ作品かもしれない」と手厳しく評した。

### 日本での評価
Nintendo Switch 2 のひみつ展は、日本ではより好意的に評価されている。Game*Sparkは、このミニゲームは技術を示すためのものであり、Wii Playのようにミニゲームを通じてユーザーがゲーム機に慣れるためのものではないため、主に舞台裏のトリビアに興味がある好奇心旺盛な層をターゲットにしていると述べている。
GAME Watchの畠中健太は、ミニゲームを通してゲーム機のハードウェアを紹介するゲームソフトとして『1-2-Switch』や『はじめてのWii』を挙げた上で、本作はこれらのタイトルと比べてメカニズムを深掘りして解説している点に特徴があるとしている。リアルサウンドの各務都心は平易にメカニズムを詳説している点を評価し、技術デモも面白いと賞賛した一方で、弱点として面白みのないミニゲームや価格設定を挙げ、「Switch 2で面白いゲームが遊びたいだけの人にまでオススメするつもりはない」と述べた。Game*Sparkもミニゲームはあくまでおまけだとした上で、Switch 2の豆知識がメインであることを踏まえていれば十分満足できると評した。
Real Soundの加賀美俊は、本作が仕組みを分かりやすく解説している点を評価し、技術デモも興味深いと述べている。また、このソフトはバーチャルミュージアムとしても良い体験を提供すると指摘している。しかし、加賀美はミニゲームや価格設定を批判し、「Switch 2で楽しいゲームだけを遊びたい人にはおすすめしない」とも書いている。